# Ierland op het Eurovisiesongfestival 2018

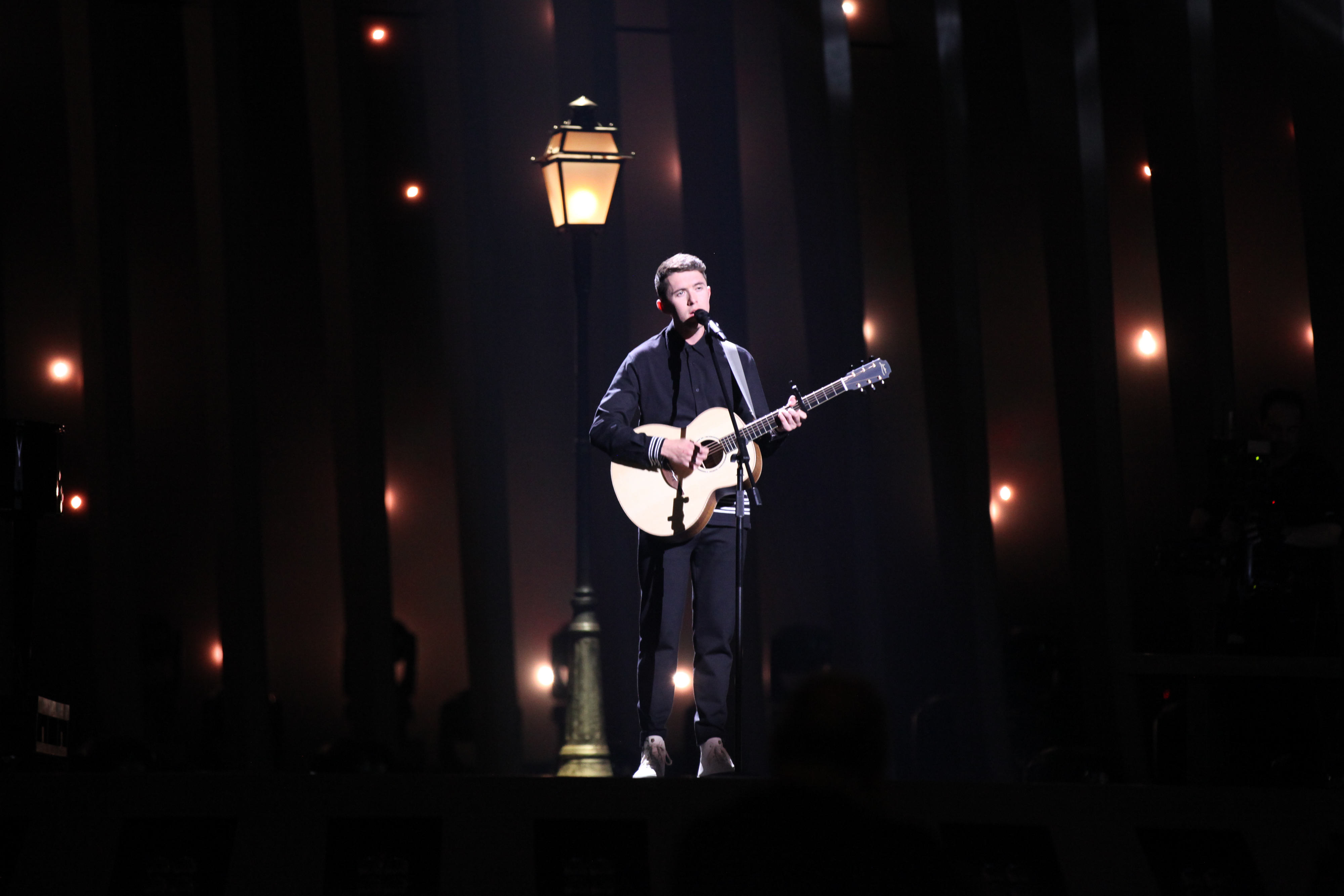
Ierland tijdens zijn optreden in Lissabon.

Ierland nam deel aan het Eurovisiesongfestival 2018 in Lissabon, Portugal. Het was de 52ste deelname van het land aan het Eurovisiesongfestival. RTE was verantwoordelijk voor de Ierse bijdrage voor de editie van 2018.

## Selectieprocedure
Op 31 januari 2018 maakte RTE bekend dat het intern had gekozen om Ryan O'Shaughnessy af te vaardigen naar het Eurovisiesongfestival. Het was voor het derde jaar op rij dat Ierland zijn artiest intern aanduidde. Ook het nummer zou intern geselecteerd worden. Together werd op 9 maart 2018 gepresenteerd aan het grote publiek.

## In Lissabon
Ierland trad aan in de eerste halve finale, op dinsdag 8 mei 2018. Ryan O'Shaughnessy was als achttiende van negentien artiesten aan de beurt, net na Zibbz uit Zwitserland en gevolgd door Eleni Foureira uit Cyprus. Ierland eindigde op de zesde plaats en wist zich zo te plaatsen voor de grote finale. Daarin was Ryan O'Shaughnessy als 24ste van 26 artiesten aan de beurt, net na Waylon uit Nederland en gevolgd door Eleni Foureira uit Cyprus. Ierland eindigde uiteindelijk als zestiende.